# Cyrtandra turbiniformis
Cyrtandra turbiniformis är en tvåhjärtbladig växtart som först beskrevs av Harold St.John och Storey (pro. sp..  Cyrtandra turbiniformis ingår i släktet Cyrtandra och familjen Gesneriaceae. Inga underarter finns listade i Catalogue of Life.